# 源通子
源 通子（みなもと の みちこ/つうし、生年未詳 - 承久3年8月（1221年））は、第83代土御門天皇の後宮で第88代後嵯峨天皇の生母。父は参議正四位下左近衛中将源通宗（源通親の長男、贈従一位左大臣）。
典侍となり、土御門天皇の寵愛を受けた。建暦元年（1211年）春子女王、建保元年（1213年）覚子内親王（准三宮、正親町院）、建保2年（1214年）仁助法親王、建保4年（1216年）静仁法親王、承久2年（1220年）邦仁王（のちの後嵯峨天皇）を産む。承久3年（1221年）8月、死去。仁治3年（1243年）7月11日、後嵯峨天皇即位に伴い皇太后を追贈される。